# Oh ! J'cours tout seul
Singles de William Sheller
Fier et fou de vous
(1978) Nicolas
(1980)
Oh ! J'cours tout seul est une chanson écrite, composée et interprétée par William Sheller, d'abord sorti en 45 tours en 1979 et sorti l'année suivante sur l'album Nicolas.

## Histoire
Sheller a plusieurs fois raconté avoir fait un cauchemar dans lequel il se voyait en pyjama et en baskets au bord d'une voie de chemin de fer, au milieu des ronces et sous la pluie et courant très vite côte à côte avec un train qui n'arrivait pas à le dépasser. Des lumières s'allumaient et s'éteignaient aux fenêtres, avec derrière des gens qui essayaient de lui dire des choses que bien entendu il n'entendait pas.
Elle est tout d'abord sortie en 1979 en 45 tours, qui est enregistré à Los Angeles avec des musiciens locaux. La photo de la pochette est signée Jean-Baptiste Mondino. Elle était alors orthographiée Ho ! J'cours tout seul, puis l'a ensuite reprise dans l'album Nicolas.

## Classement
| Classement (1979) | Meilleure position |
| ----------------- | ------------------ |
| France (SNEP)     | 24                 |